# Graafschap Salm-Grumbach
Het graafschap Salm-Grumbach  is een tot de Boven-Rijnse Kreits behorend graafschap binnen het Heilige Roomse Rijk.

## Inleiding
Grumbach is een van de oudste bezittingen van het wildgraafschap. Bij de deling van het wildgraafschap omstreeks 1260 komt het aan de tak Dhaun. Na het uitsterven van de wildgraven van Dhaun in 1350 komt het ten gevolge van het huwelijk van wildgravin Hedwig van Dhaun met rijngraaf Jan I aan het huis Stein. Het huwelijk van hun zoon Jan II met wildgravin Margaretha van Kyrburg (bij Kirn) levert in 1409 de opvolging in het wildgraafschap Kyrburg. Hiermee is de basis gelegd voor het wild- en rijngraafschap.
Het huwelijk van wild- en rijngraaf Jan V met Johanna van Salm levert de opvolging in 1475 in het graafschap Salm in de Vogezen.
In 1520 delen de zonen van Jan VI.
- Philips te Dhaun krijgt: het graafschap Salm en de heerlijkheden Ogeviller, Pelligni, Neufviller, Bayon en het aandeel in de heerlijkheid Vinstingen, de heerlijkheid Grumbach, het rijngraafschap Stein,  het wildgraafschap Dhaun, een deel van het gerecht Rhaunen, het gerecht Hausen en de heerlijkheid Püttlingen
- Jan VII te Kyrburg krijgt  het wildgraafschap Kyrburg en de heerlijkheden Flonheim, Dhronecken,  Wildenburg, Diemeringen, Wörrstadt en Windesheim. (uitgestorven 1688).
- gemeenschappelijk blijven Kirn en Meddesheim met Kirschroth

## Het graafschap van 1561 tot 1797/1801
In 1561/74 delen de zonen van Philips Frans.
- Frederik te Salm krijgt het graafschap Salm en de heerlijkheden Ogeviller, Pelligni, Neufviller, Bayon en het aandeel in de heerlijkheid Vinstingen.
- Jan te Grumbach krijgt de heerlijkheid Grumbach en het rijngraafschap Stein.
- Adolf Hendrik te Dhaun krijgt het wildgraafschap Dhaun, een deel van het gerecht Rhaunen, het gerecht Hausen en de heerlijkheid Püttlingen (uitgestorven 1750)

Na de dood van rijngraaf Johan Christop van Grumbach in 1585 zijn er twee minderjarige zoons. Op enig moment heeft de jongste zoon Adolf zijn residentie te Stein gevestigd. Na zijn dood in 1626 is Stein herenigd met Grumbach.
Na het uitsterven van de tak Kyrburg in 1688 wordt de erfenis in 1701 verdeeld. Salm-Grumbach erft 3/4 van de heerlijkheid Dhronecken, 3/4 van de heerlijkheid Wildenburg, 1/2 van de heerlijkheid Diemeringen en 3/8 van de heerlijkheid Wörrstadt.
De verdeling van 1699.
In 1699 delen de zonen van Adolf.
- Leopold Philips te Grumbach krijgt de heerlijkheid Grumbach, 3/4 van de heerlijkheid Dhronecken en 1/4 van de heerlijkheid Diemeringen.
- Frederik Willem te Stein krijgt het rijngraafschap Stein, 1/4 van de heerlijkheid Diemeringen en 3/8 van de heerlijkheid Wörrstadt. (uitgestorven 1793)

Op 18 december 1700 wordt de primogenituur ingevoerd. 
Na het uitsterven van de tak te Dhaun in 1750 is het aandeel in de erfenis volgens het verdrag van 20 december 1764 de burcht Dhaun met de halve heerlijkheid. In 1755 wordt het aandeel aan Alsenz afgestaan aan Palts-Zweibrücken.
In 1797 wordt het graafschap ingelijfd bij Frankrijk. Paragraaf  3 van de Reichsdeputationshauptschluss van 25 februari 1803 stelt beide rijngraven schadeloos met de rest van het ambt Horstmar van het voormalige prinsbisdom Münster.
Door het Congres van Wenen in 1815 komt Grumbach aan het hertogdom Saksen-Coburg-Saalfeld, Dhaun en Dhronecken aan het koninkrijk Pruisen en Diemeringen blijft bij Frankrijk.

## Regenten
| regering     | naam                  | geboren    | overleden  | familie               |
| ------------ | --------------------- | ---------- | ---------- | --------------------- |
| 1561/74-1585 | Johan Christop        | 20-5-1555  | 3-8-1585   | zoon van Philip Frans |
| 1585-1630    | Jan                   | 1582       | 19-1-1630  | zoon                  |
| 1630-1668    | Adolf                 | 1614       | 16-11-1668 | zoon                  |
| 1668-1719    | Leopold Philip Willem | 26-12-1642 | 25-8-1719  | zoon                  |
| 1719-1727    | Karel Lodewijk Philip | 27-5-1678  | 27-6-1727  | zoon                  |
| 1727-1763    | Karel Walraad Willem  | 10-10-1701 | 11-7-1763  | zoon                  |
| 1763-1797/9  | Karel Lodewijk        | 14-7-1720  | 23-9-1799  | zoon                  |
| (1799-1801)  | Willem Frederik       | 11-3-1799  | 27-3-1865  | zoon                  |